# Morane-Saulnier L
O Morane-Saulnier Type L "Parasol" foi um avião monomotor, desenvolvido em 1913. Graças à sua asa monoplano elevada ("asa parasol"), a visibilidade é muito boa. 700 exemplares desse avião de caça foram encomendados pelo exército francês e foi utilizado pela primeira esquadrilha de caça, a "escadrille MS 12", criada em 1º de março de 1915 por iniciativa do comandante Charles de Tricornot de Rose.
Georges Guynemer obteve sua primeira vitória aérea em julho de 1915 em uma aeronave deste tipo.

## Projeto e desenvolvimento
O Morane-Saulnier Type L, oficialmente MoS-3, era originalmente um avião de reconhecimento francês de asa parasol de um ou dois lugares da Primeira Guerra Mundial. O Type L tornou-se um dos primeiros caças bem-sucedidos quando foi equipado com uma única metralhadora que disparava através do arco da hélice, que era protegida por cunhas defletoras blindadas. Sua eficácia imediata nesta função lançou uma corrida armamentista no desenvolvimento de caças, e o Type L foi rapidamente tornado obsoleto. O Type L original usava empenamento de asa para controle lateral, mas uma versão posterior designada Type LA foi equipada com ailerons.
Construído pela Morane-Saulnier, um grande número do Type L foi encomendado pela Aviação Militar francesa no início da guerra. No total, cerca de 600 Type L foram construídos e, além da Força Aérea Francesa, serviram no Royal Flying Corps, no Royal Naval Air Service e no Serviço Aéreo da Rússia Imperial.

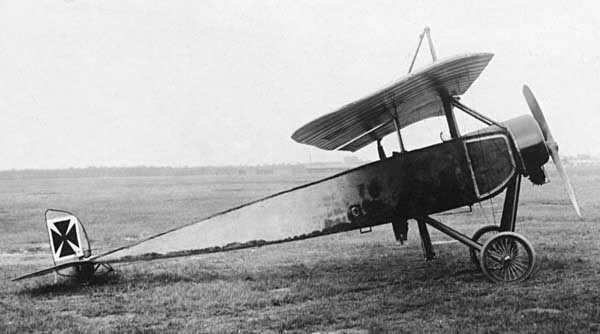
Um Morane-Saulnier Type L capturado, com a insígnia alemã.

O Type L também foi produzido sob licença na Alemanha pela Pfalz Flugzeugwerke como aviões de reconhecimento desarmados A.I e A.II (com motores Oberursel de 80 HP e 100 HP respectivamente). Cerca de 60 foram construídos para o serviço aéreo da Baviera. Alguns foram posteriormente modificados como caças E.III. Alguns Type L capturados pela Alemanha foram equipados com uma única metralhadora alemã Spandau LMG 08. Essas aeronaves capturadas e convertidas são frequentemente chamadas de "Pfalz E.III".
Cerca de 450 aeronaves foram construídas sob licença na Rússia pela "Duks and Lebed Works".
O Morane-Saulnier L também foi construído sob licença na Suécia com algumas pequenas melhorias como o Thulin D.

## Histórico operacional

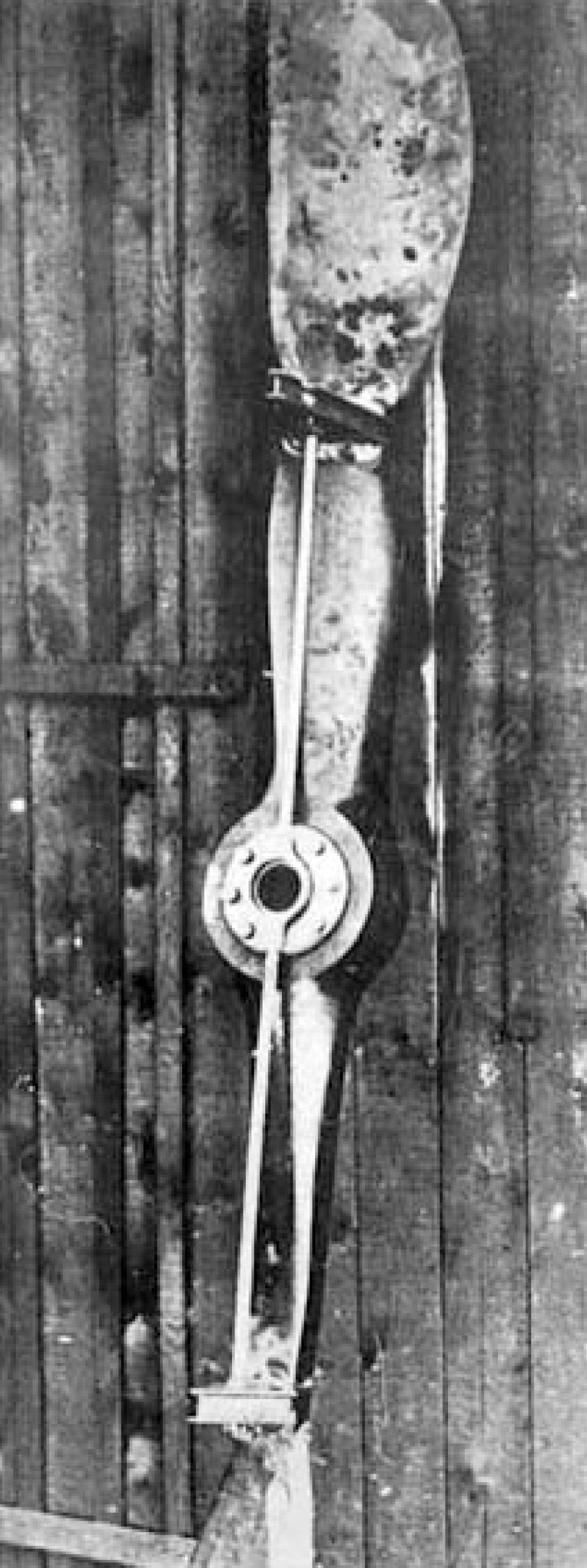
Uma hélice de um M-S Type L, completo com cunhas defletoras e "barras de apoio".

Em dezembro de 1914, o famoso aviador francês Roland Garros, então servindo na Escadrille 23, trabalhou com Raymond Saulnier para criar um mecanismo sincronizador, usando a metralhadora leve Hotchkiss operada a gás. No entanto, a cadência de disparo flutuava muito para que o sincronizador funcionasse corretamente. Como medida provisória, eles projetaram um "backup de segurança" na forma de "defletores" (cunhas de metal) fixados nas superfícies traseiras das pás da hélice nos pontos onde poderiam ser atingidos por uma bala. Garros levou seu caça Type L para o combate com os defletores em março de 1915 e obteve sucesso imediato, abatendo três aeronaves alemãs em abril, um feito notável na época. As balas que os franceses usaram provavelmente não danificariam o aço mais duro das cunhas. Em 18 de abril de 1915, o Type L equipado com defletor de Garros foi obrigado a um pousou forçado atrás das linhas alemãs e foi capturado antes que pudesse destruí-lo.
Três aeronaves Morane Type L de dois lugares também foram as primeiras vítimas do primeiro caça alemão. O Tenente Kurt Wintgens, pilotando o protótipo Fokker Eindecker M.5K/MG armado com uma metralhadora Parabellum, uma cópia do Morane-Saulnier H com uma fuselagem de tubo de aço soldado e reforçado, equipado com uma metralhadora sincronizada Fokker Stangensteuerung, derrubou o primeiro em 1º de julho de 1915, seguido por duas vitórias semelhantes em 4 e 15 de julho.
Cerca de 50 Type L foram entregues ao Royal Flying Corps da Grã-Bretanha, que os usou como aeronaves de reconhecimento durante 1915, com mais 25 sendo operados pelo Royal Naval Air Service. Em 7 de junho de 1915, uma dessas aeronaves, pilotada pelo Subtenente de Voo Reginald Alexander John Warneford do 1º Esquadrão RNAS, interceptou o Zeppelin LZ.37 do "Deutsches Heer", destruindo-o, o primeiro Zeppelin a ser destruído no ar. Warneford recebeu a Victoria Cross por essa conquista.
Cecil Lewis serviu no Esquadrão Número 3 da RFC em 1916 durante a ofensiva de Somme. Ele voou o Type LA "Parasol" (como era conhecido) operacionalmente por mais de trezentas horas e foi premiado com a Cruz Militar. A maior parte desses voos foram conduzidos em uma única fuselagem, a RFC serial 5133. Em seu livro "Sagittarius Rising", ele lembrou do "LA":

Eu dei uma olhada nela, e quanto mais eu a via menos gostava dela. Certamente não foi amor à primeira vista ... o elevador era tão sensível quanto uma balança de ouro; o menor movimento deixava você de cabeça para baixo ou no seu rabo. Você não podia deixar a máquina por conta própria por um momento ... o Morane era realmente uma armadilha mortal ... Posteriormente, voei em todas as máquinas usadas pela Força Aérea durante a guerra. Eram todas crianças joguei depois do Morane ... mas passei a amar o Morane como não amei nenhum outro avião.
— Cecil Lewis
Três Pfalz A.II foram usados pelo Império Otomano na tentativa de combater a crescente ameaça da Revolta Árabe.
Um Morane-Saulnier "Parasol" foi usado para o primeiro vôo de um avião através dos Andes em 13 de abril de 1918, quando o aviador argentino Luis Candelaria voou de Zapala, Argentina, para Cunco, Chile; o vôo durou 2 horas e 30 minutos e atingiu uma altitude de 4.000 metros.

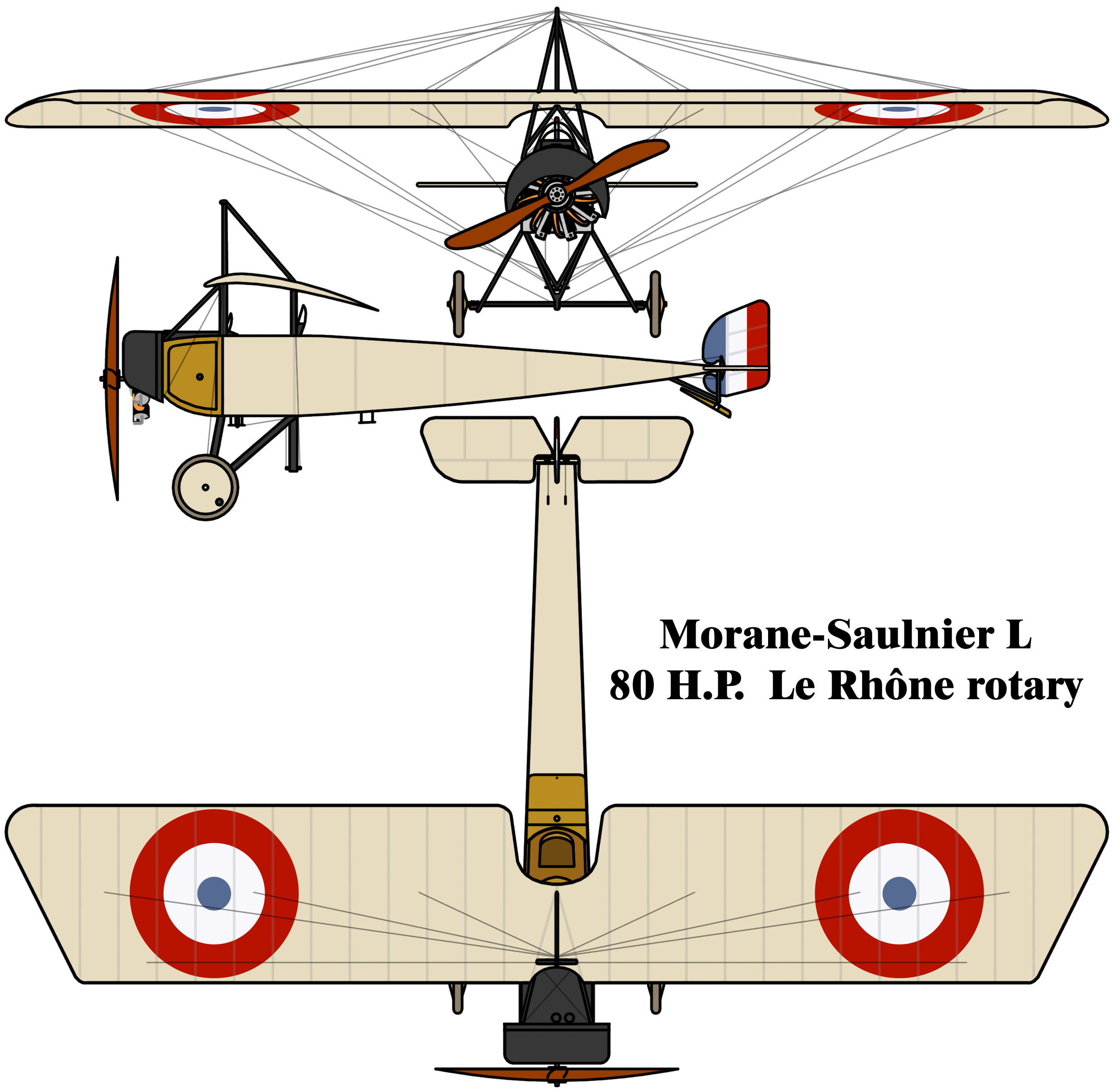
Ilustração em três vistas
do Morane-Saulnier Type L.

## Variantes
- L designação da empresa para o modelo básico
  - MoS-3 designação oficial do governo/STAe para o "L"
- LA designação da empresa para o "L" melhorado com fuselagem e ailerons carenados
  - MoS-4 designação oficial do governo/STAe para o "AL"
- LH caça desenvolvido do "LA"
  - MoS-20 designação oficial do governo/STAe para o "LH"
- Pfalz A.I com motor Oberursel U.0[4]
- Pfalz A.II com motor Oberursel U.I[4]
- Pfalz E.III - Um Pfalz A.II armado com uma única metralhadora lMG 08 sincronizada[4]
- Thulin D um "L" modificado construído sob licença na Suécia.

## Operadores

### Militares
Argentina
- Força Aérea Argentina

 Bélgica
- Componente Aéreo Belga

 Brasil
- Antigo Corpo de Aviação do Exército

 Tchecoslováquia
- Força Aérea Checoslovaca

 Finlândia
- Força Aérea Finlandesa

 França
- Armée de l'Air

 Países Baixos
- Real Força Aérea Holandesa

 Peru
- Força Aérea do Peru

 Polónia
- Força Aérea Polonesa

 Roménia
- Corpo Aéreo Romeno

 Império Russo
- Serviço Aéreo da Rússia Imperial

 Suécia
- Força Aérea Sueca

 Suíça 
- Força Aérea Suíça

 Turquia

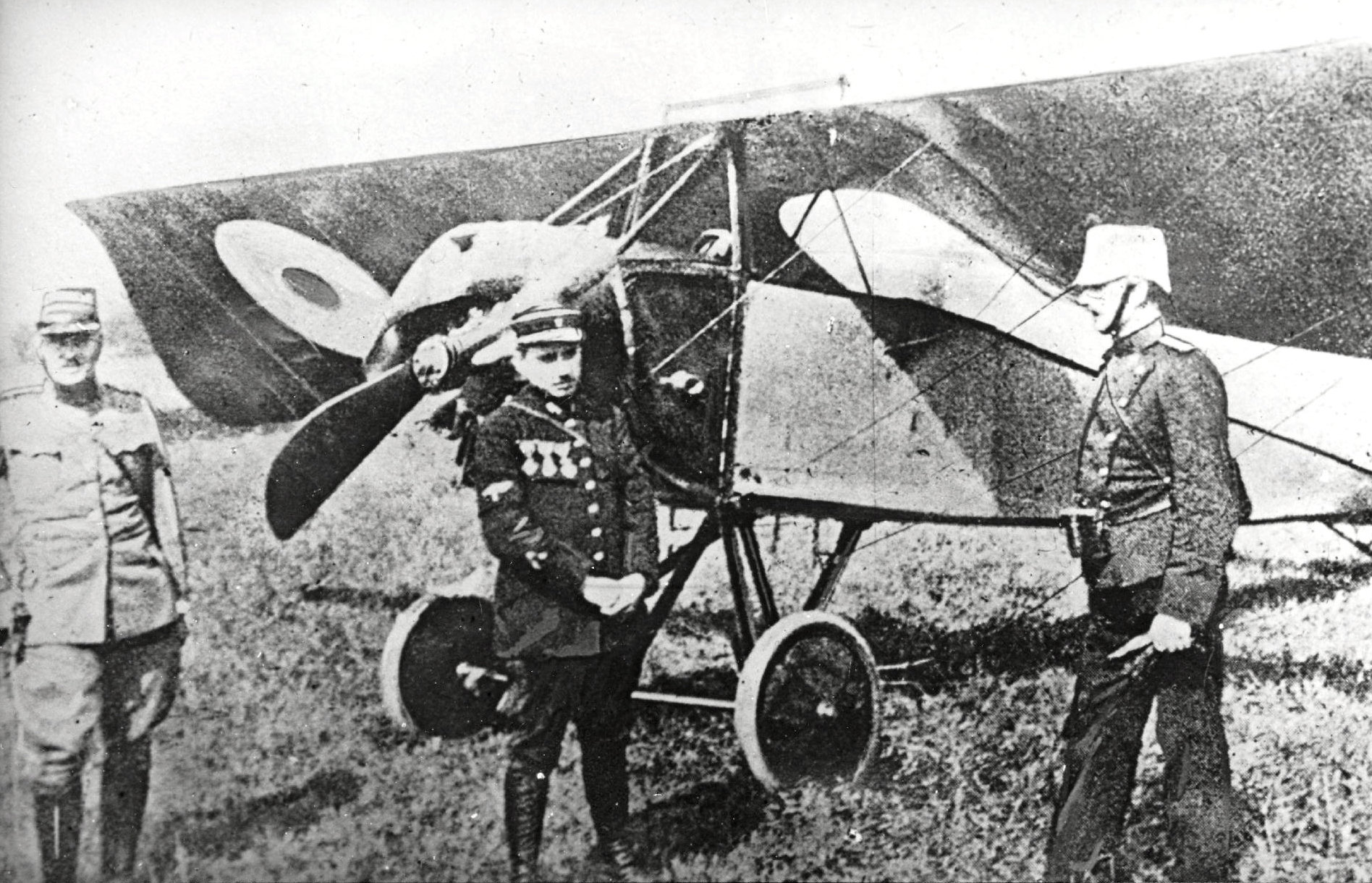
Um Morane-Saulnier L francês.

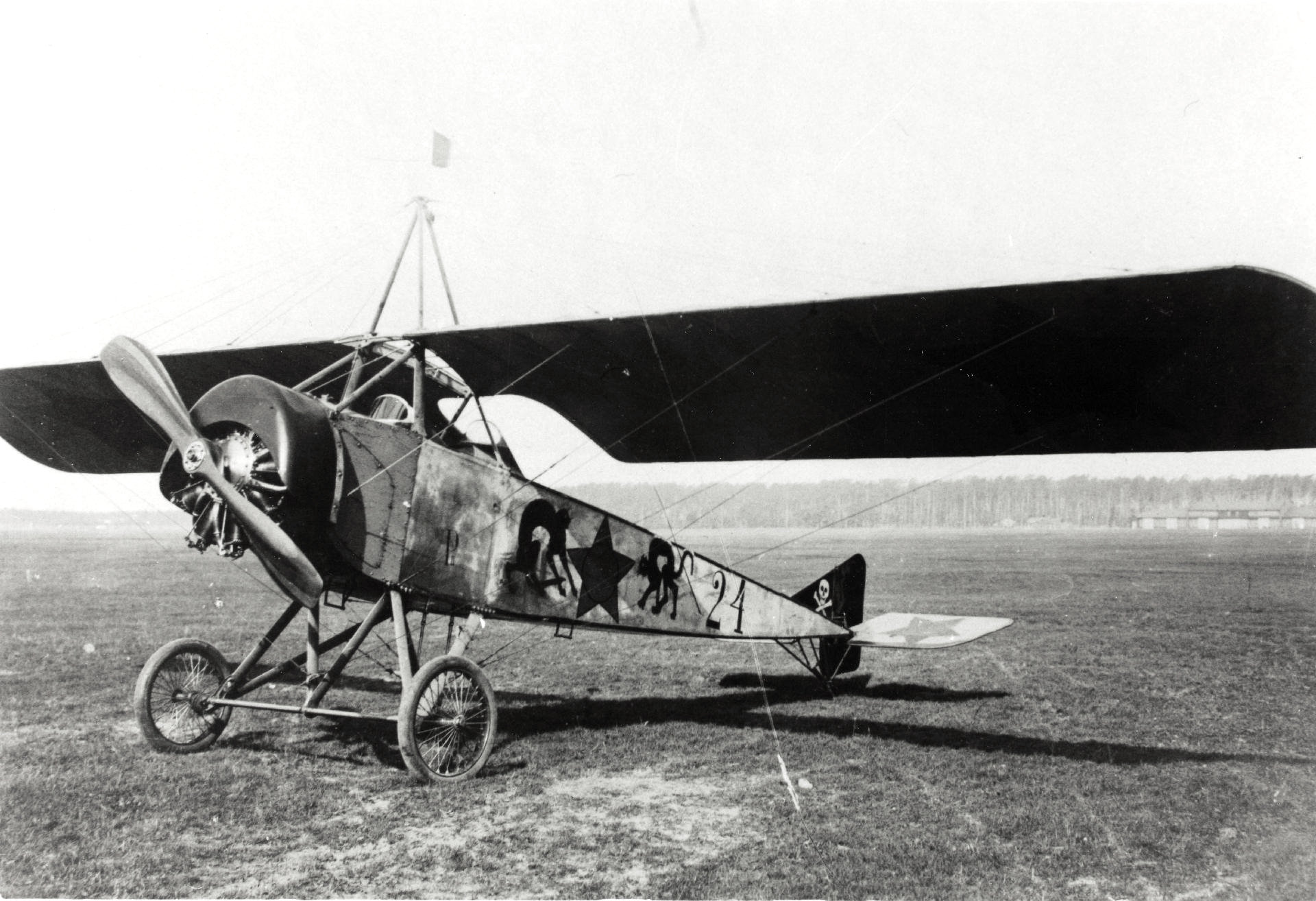
Um Morane-Saulnier L soviético.

- Forças de aviação do Império Otomano

 Ucrânia
- Força Aérea Ucraniana

 Reino Unido
- Royal Flying Corps
  - No. 1 Squadron RFC
  - No. 3 Squadron RFC
  - No. 30 Squadron RFC
- Royal Naval Air Service

## Especificações (Type L)
Dados de: Aeroplanes of the Royal Flying Corps (Military Wing.)
Descrições gerais
- Tripulação: 1 piloto
- Capacidade: 1 artilheiro/observador
- Comprimento: 6,88 m (23 ft)
- Envergadura: 11,20 m (37 ft)
- Altura: 3,93 m (13 ft)
- Área alar: 18,3 m² (197 ft²)
- Peso vazio: 393 kg (866 lb)
- Peso bruto (carregado): 667,5 kg (1 470 lb)

Motorização
- Número de motores: 1x
- Tipo do motor: Le Rhône 9C radial, giratório de nove cilindros refrigerado a ar
- Potência por motor: 80 hp (59,7 kW)
- Descrição do propulsor/hélice: Hélice de passo fixo de 2 pás

Performance
- Velocidade máxima: 125 km/h (77,7 mph)
- Razão de subida: 2.08 m/s

Armamentos
- Metralhadoras/canhões: Metralhadora Lewis 1 × .303 in (7,7 mm)